# Сатке, Владислав
Владислав Сатке (пол. Władysław Satke; 25 мая 1853, Бережаны, ныне Тернопольская область — 23 сентября 1904, Тернополь) — польский педагог, метеоролог, естествоиспытатель, писатель.

## Биография
Родился 25 мая 1853 года в г. Бережаны (Королевство Галиции и Лодомерии, Австрийская империя).
Окончил в 1871 году Бережанскую гимназию, после чего уехал учиться в Мюнхенскую политехнику. После возвращения в Галицию с 1880 года работал учителем народной школы в Золочеве. В 1883 году сдал экзамены и получил право преподавать в школах и поселился в Тернополе. В городе был учителем мужской школы (1883—1887), директором женской школы (1887—1897, кроме 1891—1893 годов, когда, сдав в 1891 году экзамены для учителя средних школ в области естественных наук, исполнял обязанности окружного инспектора народных школ). В 1897 году стал главным учителем Тернопольской мужской учительской семинарии, где преподавал ботанику, зоологию и математику.
С 1888 года был членом экзаменационной комиссии для учителей начальных школ. В 1893 году разработал проект реорганизации средних школ, который, в частности, допускал женщин к высшему образованию. Принимал участие в деятельности Польского педагогического общества: член выдела Тернопольского филиала (1882—1886, 1888—1892, 1894), член ревизионной комиссии главного совета (1892—1894).
С 1897 года сосредоточился исключительно на метеорологии и климатологии, хотя и был самоучкой. По поручению физиографической комиссии Академии знаний с 1893 года возглавлял хорошо оборудованную метеорологическую станцию в Тернополе (действовала при иезуитской коллегии с 1861 г.), получил значительные научные достижения. Одним из первых в Европе начал систематическое изучение направления и скорости ветра на основе наблюдения за движением облаков (для этого разработал и построил зеркальный нефоскоп, которым в 1894—1897 годах впервые сделал 8 444 разноплановых измерений).
В 1893/4—1897/8 гг. исследовал снежный покров, измерял его толщину и плотность, температуру на разных глубинах, колебания температуры в разное время суток и влияние тумана, ветра, дождя и температуры воздуха на температуру снежного покрова. Также провел первые исследования температуры почвы (на глубине 10 и 30 см, для этого использовал специальные термометры из Вены в медно-латунных трубках). Предсказывал погоду (в этом видел будущее метеорологии) на основе материала с метеостанций Тернополя, Кракова, Варшавы и Вену, а затем 67 станций всего северного полушария. В течение многих лет изучал местные осадки, температура и влажность, так что Тернополь был лучше всего изучен с точки зрения климата в Галичине.
С 1888 года член физиографические комиссии Академии знаний, по поручению которой контролировал в 1903 г. метеостанций Восточной Галиции (Дубляны, Ожидов, Ягельница, Делятин, Долина, Самбор, Хыров. С 1889 г. — член Польского общества естествоиспытателей им. Н. Коперника. В 1891 году инициировал создание Тернопольского научного кружка (пол. Kółko Naukowe Tarnopolskie, был его казначеем), который издавал «Rocznik Kółka Naukowego Tarnopolskiego» (вышло три тома). В 1894 году был делегатом от Краевого школьного совета на LXVI съезде немецких естествоиспытателей и врачей в Вене в 1901 году был назначен корреспондентом Центрального бюро метеорологии и геомагнетизма в Вене (первый с Францишеком Карлинским поляк, удостоенный этого звания).
Умер 23 сентября 1904 года в Тернополе, где и был похоронен.
Жена — Антонина из Божкевичей (пол. Bożkiewicz, в первом браке Еднаковская пол. Jednakowską). Сведений о детях нет.

## Работы
Писал стихи. Автор 84 публикаций, в том числе 58 метеорологических, в частности:
- Научно-популярные статьи в издании «Przyrodnik» (например, «Nowa teoria o powstaniu gradu» (T. 5: 1884), «Początek i koniec światów» (T. 6: 1885))
- O wodzie, urywek z geologii (Złoczów 1885, книга)
- Powiat tarnopolski pod względem geograficzno-statystycznym («Rocznik Kółka Naukowego Tarnopolskiego» za r. 1894/5, монография).
- Goście z Marsa (Тернополь 1897, фантастическая повесть, издал под псевдонимом Abul)
- Публикации в изданиях «Sprawozdania Komisji Fizjograficznej» (Краков), «Kosmos» (Львов), «Meteorologische Zeitschrift» (Вена), «Nova Acta Academiae Leopoldinae» (Галле).